# Bílý policajt s černým srdcem
Bílý policajt s černým srdcem (v anglickém originále Heart Condition) je americká filmová komedie z roku 1990. Režisérem filmu je James D. Parriott. Hlavní role ve filmu ztvárnili Bob Hoskins, Denzel Washington, Lisa Stahl Sullivan, Chloe Webb a Roger E. Mosley.

## Obsazení
| Bob Hoskins         | Jack Moony      |
| Denzel Washington   | Napoleon Stone  |
| Lisa Stahl Sullivan | Annie           |
| Chloe Webb          | Crystal Gerrity |
| Roger E. Mosley     | kapitán Wendt   |
| Ja’net Dubois       | paní Stone      |
| Alan Rachins        | doktor Posner   |
| Ray Baker           | Harry Zara      |